# GoldBug
GoldBug és una aplicació de missatgeria instantània és un client de codi obert multiplataforma, basat en el protocol anomenat echo i un nucli anomenat spoton. Com a resultat, GoldBug fa ús d'una robusta multi-encriptació amb diferents capes d'una moderna tecnologia d'encriptació amb ben conegudes i revisades llibreries criptogràfiques (com libgcrypt (coneguda per GnuPG i OpenSSL)). L'aplicació ofereix també correu electrònic tant descentralitzat com encriptat, i e*IRC-Xat descentralitzat i públic que està basat en el protocol echo - un tipus de IRC echo.